# Rogue Legacy
Rogue Legacy es un juego de plataformas con elementos roguelike desarrollado el estudio indie Cellar Door Games y publicado en 2013. El juego fue lanzado para Microsoft Windows, Linux, OS X, PlayStation 3, PlayStation 4, PlayStation Vita, Xbox One, Nintendo Switch e iOS.

## Desarrollo
El juego fue desarrollado por Cellar Door Games, una desarrolladora con sede en Toronto formado por los hermanos Kenny y Teddy Lee. Este fue el mayor proyecto de los hermanos hasta la fecha y su desarrollo duró 18 meses. El juego se inspiró en títulos como Demon's Souls y Dark Souls. Teddy compara el diseño con el de juegos como Spelunky y The Binding of Isaac, y señala que su objetivo era que el juego fuera relativamente indulgente y accesible, al tiempo que permitiera una progresión permanente. Debido a la necesidad de racionalizar el juego, se recortaron varias características importantes durante el desarrollo, incluido un sistema de experiencia. Kenny añadió que los ingresos del juego les permitirán centrarse en futuros proyectos de mayor envergadura.

## Jugabilidad
El objetivo de Rogue Legacy es explorar una mazmorra generada aleatoriamente, derrotar a cuatro jefes en cada uno de los cuatro entornos únicos de la mazmorra, y luego derrotar al jefe final. Los personajes tienen la capacidad por defecto de saltar y cortar con su espada, junto con habilidades secundarias, como los ataques mágicos, que utilizan maná. Los jugadores también pueden usar su espada para acuchillar las plataformas y hacer que se extiendan.
Siempre que un personaje muere por perder todos sus puntos de vida, el control se transfiere a uno de los tres herederos generados aleatoriamente entre los que el jugador puede elegir, aunque este número puede aumentar a seis con una actualización posterior. Cada descendiente tiene características y habilidades únicas, incluyendo peculiaridades genéticas como el daltonismo (en el que el juego se presenta en blanco y negro), el TDAH (en el que el jugador se mueve más rápido) y el enanismo (en el que el personaje es bajito y cabe en huecos pequeños).
El oro que se encuentra al explorar el castillo puede utilizarse para mejorar el equipo y las habilidades del personaje, que se transmiten a sus herederos. También se puede invertir en la mansión para aumentar las estadísticas y desbloquear nuevas clases y personajes con los que interaccionar como el arquitecto. El oro se puede encontrar rompiendo muebles, abriendo cofres o derrotando enemigos. También hay varios cofres de hadas escondidos en habitaciones especiales por todo el castillo, la mayoría de los cuales requieren que el jugador complete un objetivo, como no recibir daño en la habitación, para poder abrirlos. Todo el oro no gastado debe pagarse a Caronte para poder entrar en el castillo, aunque las mejoras pueden reducir la cantidad a pagar.

## Recepción
Rogue Legacy recibió críticas "generalmente favorables" de acuerdo a Metacritic.